# Gussie Clarke
Augustus Gussie Clarke est un producteur de reggae né en 1953 à Kingston en Jamaïque.

## Productions de Gussie Clarke

### Albums
- 1972 : Big Youth - Screaming Target
- 1973 : I Roy - Presenting I Roy
- 1978 : Gregory Isaacs et Dennis Brown - Two Bad Superstars
- 1978 : The Revolutionaries - Dread At The Controls Dub
- 1978 : Trinity - Showcase
- 1979 : Hortense Ellis - Reflections
- 1979 : Leroy Smart Featuring The Mighty Diamonds - Disco Showcase
- 1981 : The Mighty Diamonds - Changes
- 1981 : The Mighty Diamonds - Dubwise
- 1981 : The Mighty Diamonds - Indestructible
- 1982 : The Mighty Diamonds - The Roots Is Here
- 1982 : The Mighty Diamonds - The Real Enemy
- 1982 : The Mighty Diamonds - Get Ready
- 1983 : The Mighty Diamonds - Backstage
- 1983 : Tetrack - Trouble
- 1984 : Delroy Wilson - Worth Your Weight In Gold
- 1984 : Dennis Brown & Gregory Isaacs - Judge Not
- 1985 : Gregory Isaacs - Private Beach Party
- 1988 : Gregory Isaacs - Red Rose For Gregory
- 1989 : Deborahe Glasgow - Deborahe Glasgow
- 1991 : Home T, Cocoa Tea, et Shabba Ranks - Holding On
- 1992 : Home T, Cocoa Tea, et Cutty Ranks - Another One For The Road
- 1992 : Hopeton Lindo - The Word
- 1993 : Freddie McGregor - Carry Go Bring Come

### Compilations
- 197? : Funny Feeling
- 1971 - 1983 : Music Works Vol 1
- 1971 - 1983 : Music Works vol 2
- 1976 : Black Foundation
- 1976 : Black Foundation Dub
- 1976 : Gussie Presenting The Right Tracks
- 1980 : The Best In The Business
- 1982 : Crucial Reggae Driven By Sly & Robbie
- 1982 : Music Works Sho'Case
- 1988 : Ram Dancehall
- 1990 : Hardcore Ragga
- ? : Augustus Clarke - Greensleeves 12" Rulers